# Charentais (cheval)
Vous lisez un « bon article » labellisé en 2012.
Vendéen
Pour les articles homonymes, voir Charentais et Vendéen.
Les chevaux charentais et vendéens sont d'anciennes populations régionales françaises de chevaux de selle et de carrossiers de type demi-sang. Peu différenciés, ils portent des noms en rapport avec l'époque et la région de leur naissance : demi-sang des Charentes, anglo-poitevin et vendéen. Leur robe est baie ou noire, et leur origine liée au poitevin mulassier et au cheval de Rochefort, croisés avec des pur-sangs et des anglo-normands au XIXe siècle. Ils sont élevés dans les Charentes, le Poitou et la Vendée.
Leur usage est avant tout militaire, en dépit d'un manque de dressage qui se traduit par des pertes importantes, mais les marchands parisiens apprécient leurs qualités. Tous ont disparu depuis 1958, et leur fusion dans la race nationale du selle français.

## Histoire
Les chevaux vendéens et charentais descendent tous du poitevin mulassier. Les ordonnances publiées entre 1665 et 1717 témoignent en effet de l'envoi d'étalons de cette race à Fontenay-le-Comte. L'histoire de ces chevaux peut être mise en parallèle avec celle de nombreuses populations chevalines régionales durant le XIXe siècle, époque où des programmes de zootechnie transforment les chevaux autochtones des provinces françaises en introduisant des étalons étrangers via les haras nationaux français, afin de créer de nouvelles races destinées à l'armée. Le cheval arabe et le Pur-sang sont considérés comme des améliorateurs. Ce type de croisement, à savoir une jument autochtone, à orientation carrossière ou militaire, et un étalon Pur-sang, est reconnu en 1914 sous le nom de « demi-sang ». On trouve des chevaux « demi-sang » dans de nombreuses régions françaises, régions dont ils tirent généralement leur nom.

### Origine

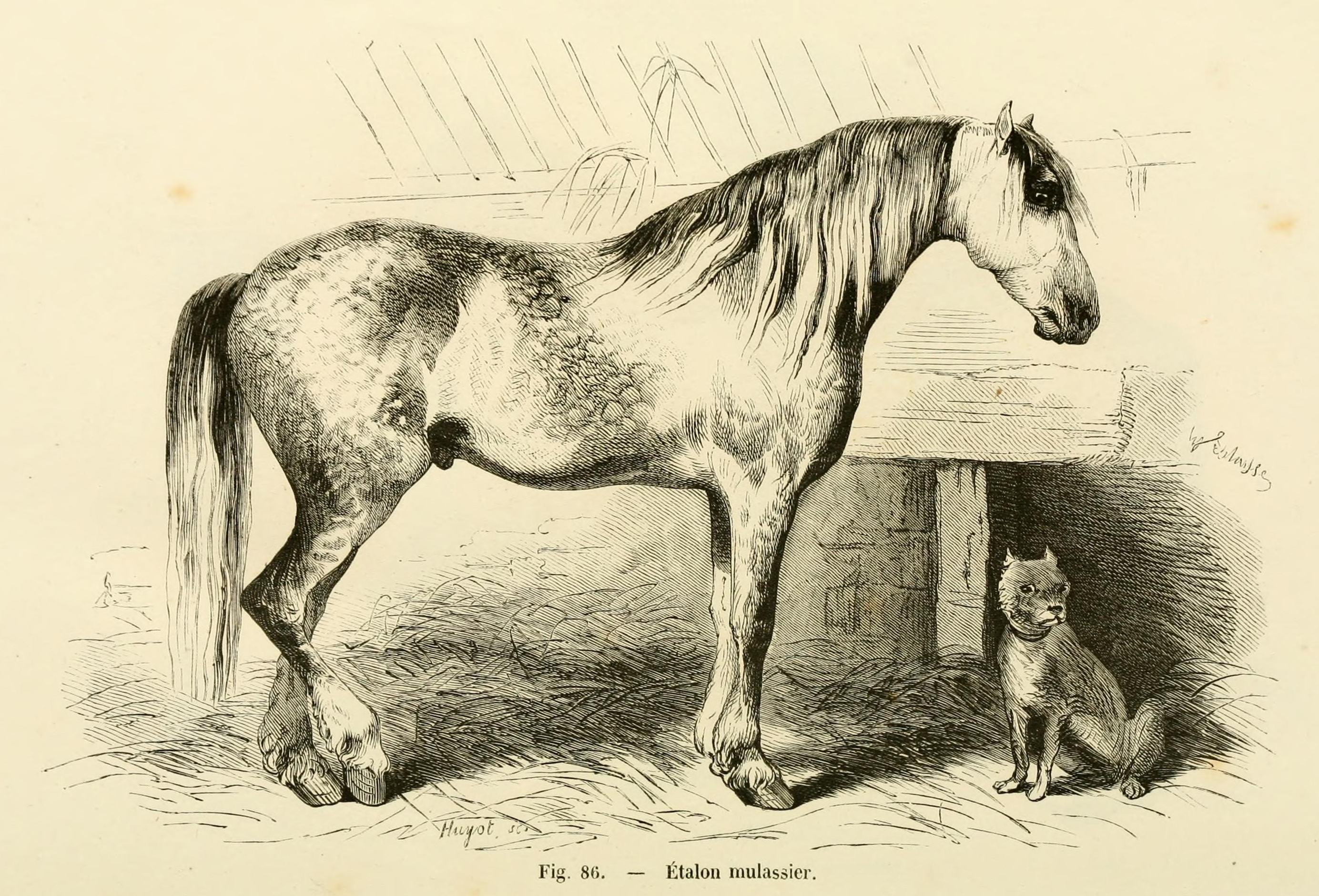
Les chevaux charentais et vendéens sont influencés par le Poitevin mulassier.

Les chevaux du bassin de la Charente sont, d'après Jean-Henri Magne, « aussi variés que le sol qui les nourrit ». À l'ouest, dans les marais de Rochefort et de Marennes, on trouve des chevaux à peau épaisse, à crins forts, à pieds larges, mal gigotés, à canons longs et grêles, sobres mais difficiles à dompter. André Sanson résume leur histoire comme suit :

« Dans ces marais, avant leur dessèchement, il n'y avait point de bétail [...]. C'est dire assez que l'espèce chevaline n'y compte point de race locale. Des juments à la forte corpulence, à la tête longue et étroite, aux membres volumineux et chargés de crins [...] y ont été introduites à la suite des dessécheurs; puis l'administration des haras est venue, fidèle à son système de tous les temps, pour y stimuler la production des chevaux propres à remonter la cavalerie. Le haras de Saint-Maixent-sur-Vie, les dépôts d'étalons de Fontenay et de Saintes, ont rendu nécessaires les dépôts de remonte de Saint-Maixent, de Saint-Jean-d'Angély et de Fontenay »

— André Sanson, Économie du bétail: Applications de la zootechnie
L'assainissement des marais transforme donc cette race qui prend plus de légèreté, et acquiert des formes plus régulières. Jean-Henri Magne note, en 1858, « la facilité avec laquelle ces chevaux se transforment sous l'influence des plantes sapides et nutritives que produisent les pâturages assainis de la Saintonge ». Vers 1780, l'administration des haras nationaux désire stimuler la production de chevaux de cavalerie et, dans ce but, introduit des étalons Pur-sang et normands pour donner des demi-sang par croisement, un type de cheval particulièrement recherché par l'armée. Toute la population chevaline des marais de Saint-Gervais et de Saint-Louis, de même que celle des circonscriptions d'achat des dépôts de remonte, dans les Deux-Sèvres, la Charente-Inférieure et la Charente, est, au XIXe siècle, composée de chevaux métissés avec le Pur-sang à divers degrés, et mâtinés de sang Anglo-normand. André Sanson parle de « population hétérogène et hétéroclite ». En 1806, le dépôt d'étalons de Fontenay est remplacé par ceux de Saint-Maixent et de Saint-Jean-d'Angély. En 1845 et 1849, ils sont déplacés, respectivement, à La Roche-sur-Yon et à Saintes, où ils se trouvent encore de nos jours. La forte proportion de sang Pur Sang entraîne, vers 1900, une nette spécialisation de l’élevage vers le cheval de selle.

### Reconnaissance
Les chevaux « Charentais », « Anglo-poitevin », « Anglo-vendéen » et « Vendéen » sont du même type, ils partagent la même origine et les noms sont parfois utilisés de façon interchangeable par les auteurs du XIXe siècle pour désigner des chevaux militaires élevés dans les zones marécageuses situées près du littoral, entre l'embouchure de la Loire et l'estuaire de la Gironde.
M. de Cormette publie un « Recueil généalogique des étalons de race pure et de demi-sang utilisés à la reproduction dans les départements de Vendée et Loire Inférieure », puis en 1889 et 1893, Louis Hamon publie le « stud-book Vendéen », ce qui fait du cheval Vendéen le premier demi-sang à posséder son propre stud-book. Il est remplacé en 1913 par le stud-book vendéen et charentais, à l'initiative de René de Réal, directeur du haras de La Roche-sur-Yon. Les deux types sont donc confondus dans la même race. Toutefois, en 1935, les haras nationaux et le comité national de l'élevage publient le Livre généalogique des races françaises de chevaux de selle en distinguant la race vendéenne de la race charentaise. En 1913, les premiers concours-épreuves sont organisés au haras de La Roche-sur-Yon. Des étalons influents font leur apparition, notamment Utèce et Querrelleur, qui donnent plus tard naissance à Dollar de la Pierre et Cacao Courcelle. Le Pur Sang El Tango donne naissance à Pantin en 1915, qui devient un grand vainqueur avec le Colonel Bizard. Coq Gaulois, un autre fils d'El Tango né en 1924, donne avec la jument Désirée l'étalon Kernivo, excellent performer en saut d'obstacles. Cet étalon est à l'origine de lignées maternelles influentes en Vendée.

### Types

#### Chevaux communs

##### Cheval de Rochefort

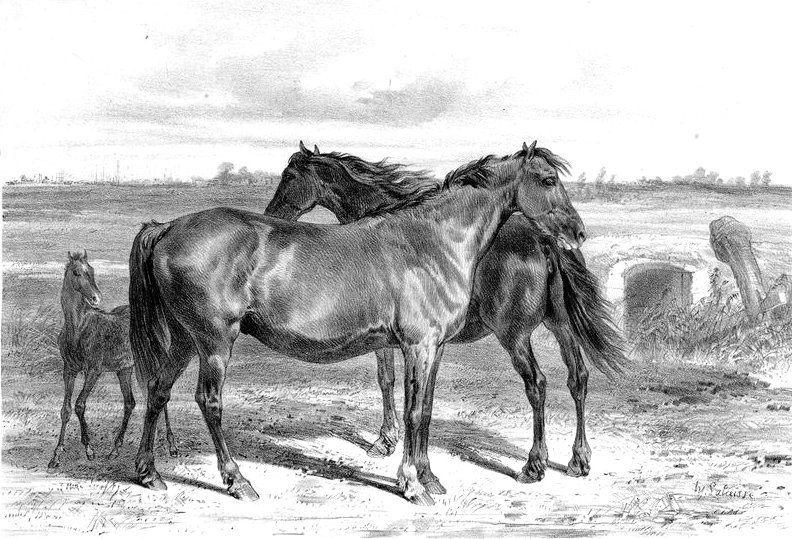
Juments des marais de Rochefort, 1850.

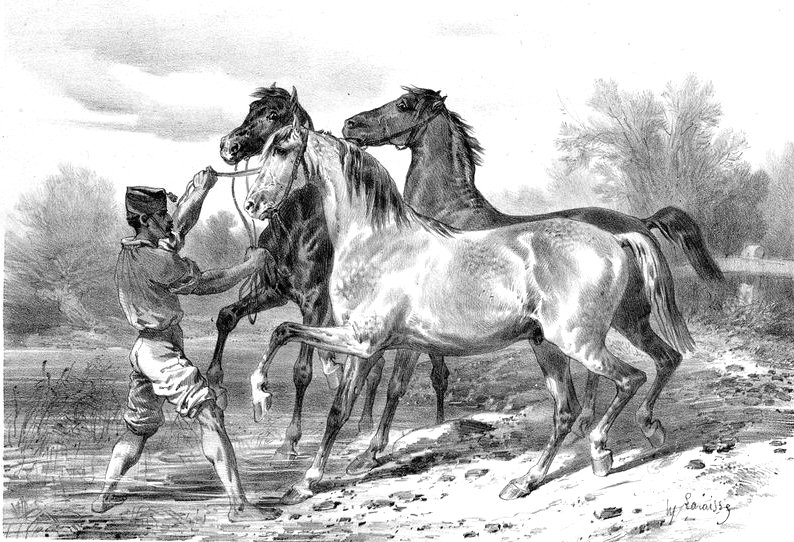
Chevaux « améliorés » des marais de Rochefort, 1850.

Dans l'arrondissement de Marennes et celui de Rochefort, ainsi que plusieurs cantons des arrondissements de Saintes et de Jonzac, la variété équine locale est le « cheval du Marais de Saint-Louis » ou « cheval de La Rochelle », plus connu sous le nom de « cheval de Rochefort ». C'est un type carrossier massif et de haute taille, plutôt lymphatique, à la tête longue et lourde,, chargée de ganaches, à l'encolure courte, au garrot peu sorti et aux fanons abondants. Sobre et résistant à la fatigue, lorsqu'il est croisé avec du Pur-sang ou de l'Anglo-normand, il se révèle moins flegmatique, plus alerte, d'un naturel plus prompt, et d'une conformation plus légère et mieux accentuée, il est alors recherché pour l'armée. Le cheval de Rochefort vit toute l'année dans son marais, sans abri, ni soins, ni nourriture de la main de l'homme. Il ne quitte le lieu de sa naissance qu'au moment où il doit être vendu et supporte, par conséquent, les intempéries. Il s'habitue à la dure et aux privations, devient sobre, rustique et très-dur aux fatigues,.
Les arrondissements de Saint-Jean-d'Angély, de Saintes et de Jonzac produisent des chevaux de gros trait. Celui de la Rochelle élève un cheval de grosse cavalerie peu réputé car « manquant d'énergie et de distinction ». Le cheval de Rochefort est plus léger que le Poitevin.

##### Trait de la côte vendéenne
Un « cheval de trait de la côte vendéenne » est cité dans certains traités d'hippologie comme un type à part, propre à la traction lourde et légère, et issu du Poitevin mulassier. Grand, fort et bien étoffé, il tend, à la fin du XIXe siècle, à perdre en ossature et gagner en sang.

#### Demi-sang

##### Anglo-poitevin

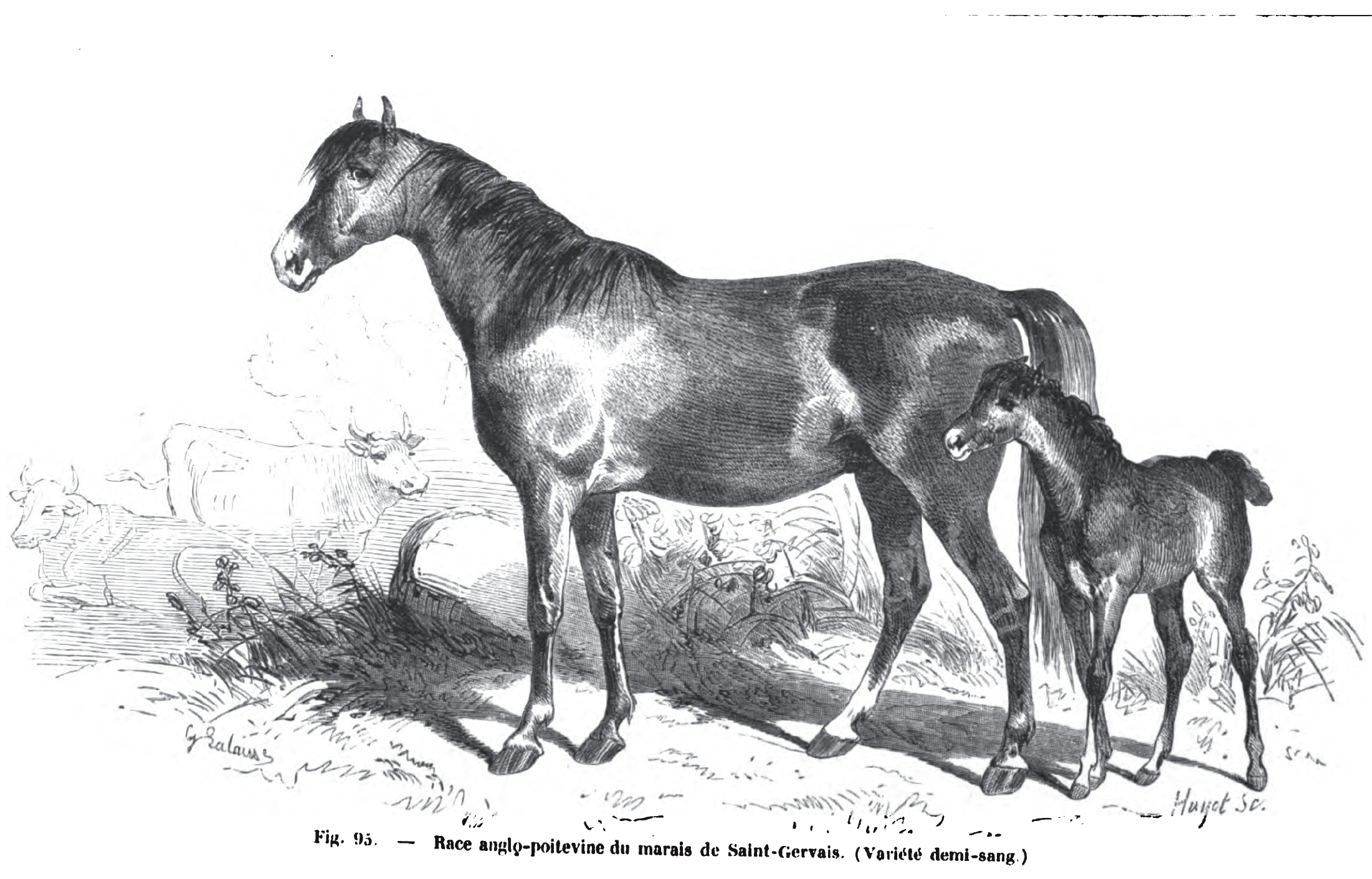
Anglo-poitevin du marais de Saint-Gervais.

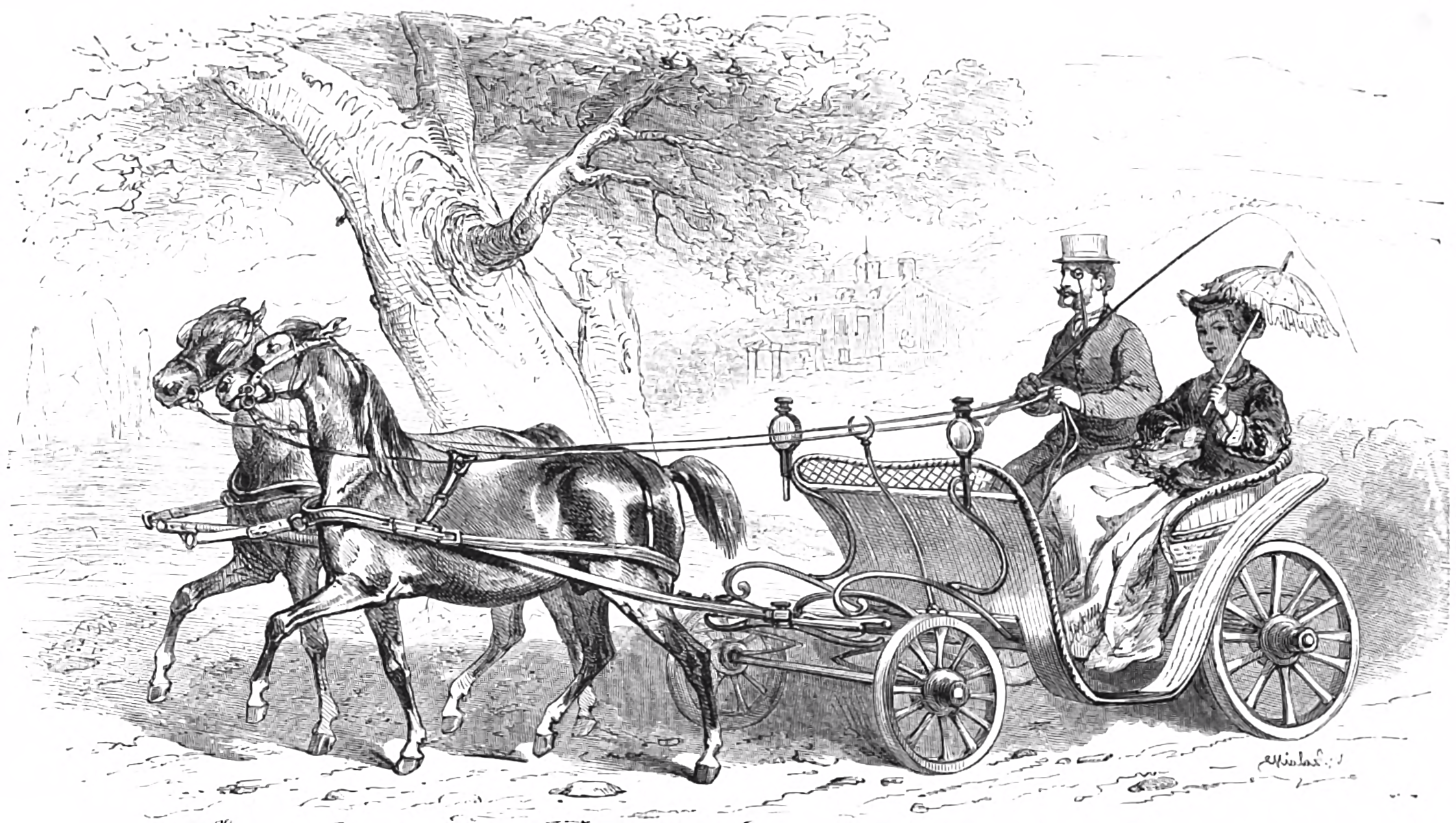
Chevaux normands cités à titre d'exemple comme proches de l'Anglo-poitevin dans les Études sur l'exposition de 1867.

Les chevaux métis anglo-poitevins « plus ou moins bien réussis » sont le fruit d'une industrie suivie. Le marais de Saint-Louis compte un certain nombre d'éleveurs qui y ont établi cette « famille chevaline », mais les haras de Saint-Maixent et de Vendée ensuite l'ont fait naître les premiers.

##### Demi-sang des Charentes
Entre 1850 et 1866, le dépôt d'étalons de Saintes effectue des croisements entre les Pur-sang et les juments charentaises, donnant naissance à un cheval carrossier très apprécié des marchands parisiens et de l'armée. Ils proviennent de juments de la race de Rochefort et d'étalons de l'État.

##### Vendéen
À l'origine, le Vendéen a été importé en Frise au XVIIe siècle par des Hollandais pour être employé à l'assèchement des marais. En 1845, le haras national de Saint-Maixent est déplacé à La Roche-sur-Yon. De la fin du XIXe siècle au début du XXe siècle, les juments stationnées à La Roche-sur-Yon sont croisées avec des étalons de Pur-sang afin de donner un cheval apte au service des armées, à la cavalerie de ligne et à l'artillerie.

### Disparition

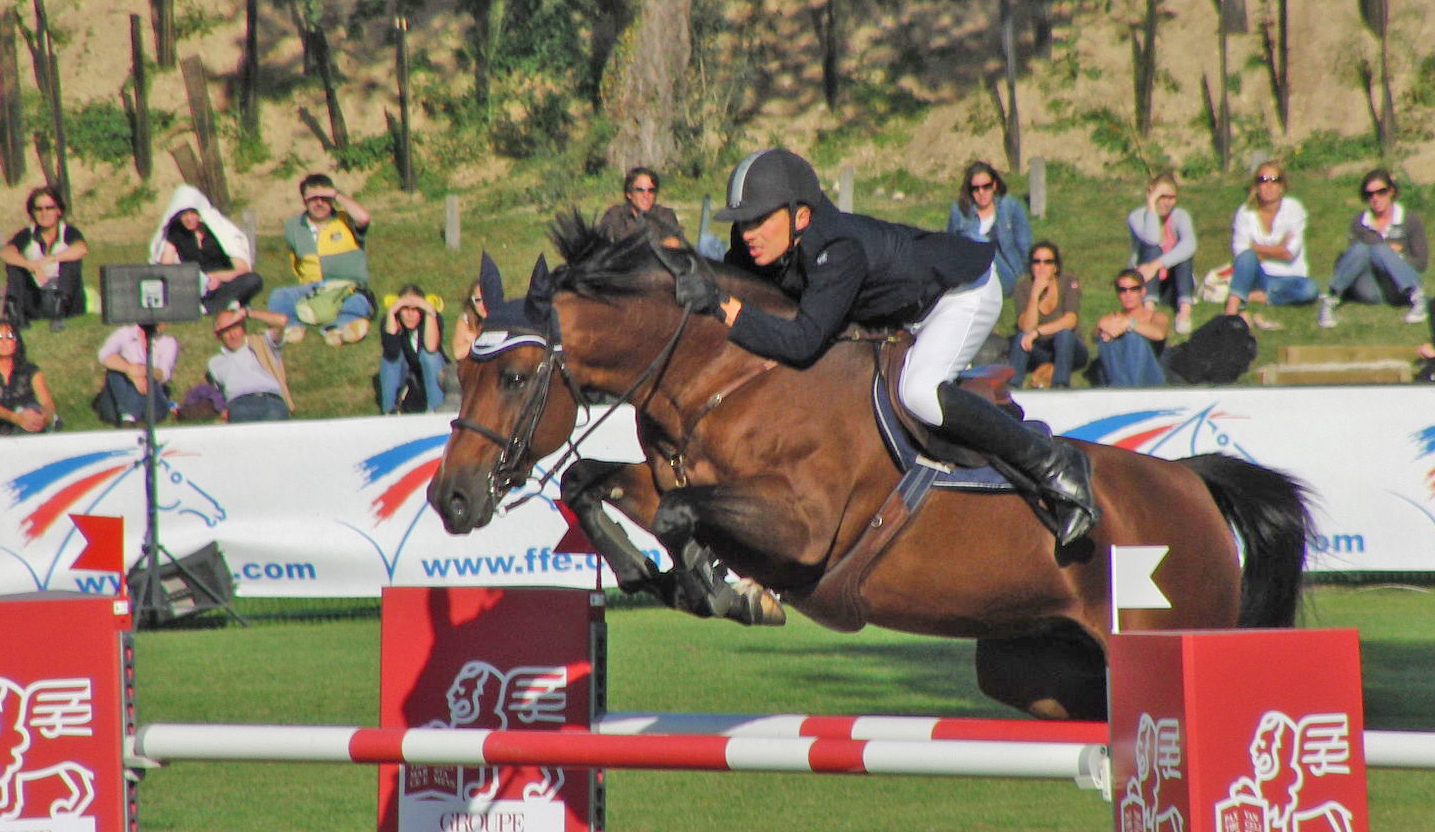
Le Selle français a été créé par fusion de toutes les races de demi-sang, dont le Charentais et le Vendéen, pour la pratique du sport.

Au XXe siècle en France, les corps de cavalerie, les chevaux de train et d'artillerie montrent leurs limites durant la Première Guerre mondiale, et cessent définitivement d'être achetés et employés à cet usage après la Seconde. Parallèlement, les populations locales de chevaux militaires, dont les effectifs baissent sur cette même période, commencent à être montées pour le sport et les loisirs. Il devient alors nécessaire de créer une race chevaline de sport nationale. En 1958, la création du « Selle français » est officialisée, regroupant tous les anciens chevaux demi-sang régionaux d'origines connues, y compris les Charentais et les Vendéens. Le Vendéen est considéré comme l'une des trois races souches du Selle français, avec l'Anglo-normand (autour de Caen) et le Demi-sang du Centre (autour de Cluny).
Si l'élevage du cheval de sport de race Selle français a remplacé celui des demi-sang militaires, il reste très actif en Vendée, où existe une association de 300 éleveurs, l’ASSELVEN (Association des éleveurs du terroir vendéen), antenne du haras national de La Roche-sur-Yon, et dans les Charentes, où une association du même type met en valeur les chevaux du département.

## Description

### Morphologie
Ce sont à l'origine des chevaux corpulents et de taille élevée, à la tête assez forte,, plus proches physiquement du « cheval commun » que des chevaux de selle raffinés. Ceux qui proviennent des marais ont le pied fort et large, et les crins abondants. Les membres sont assez grêles. Ils manquent généralement d'élégance.
Les chevaux plus proches du sang ont des membres forts et dégagés, des épaules obliques, une croupe longue et une queue bien attachée. Ils sont de taille moyenne et présentent davantage de distinction, ils portent une robe baie ou noire, souvent marquée de balzanes et d'en-tête.

### Tempérament
Réputés pour leurs qualités de portage, d'endurance et de fond, ils ont en revanche un caractère sauvage, principalement quand ils se sont élevés dans les marais,,, ce qui se fait généralement en compagnie de bovins. Dans les marais de Charente, certains poulains deviennent indomptables. Jean-Henri Magne évoque son souvenir du dépôt de remonte de Saint-Jean-d'Angély, où les chevaux enfermés dans les écuries sont soignés, mais ont brisé leur licol et sont inabordables.

## Utilisations

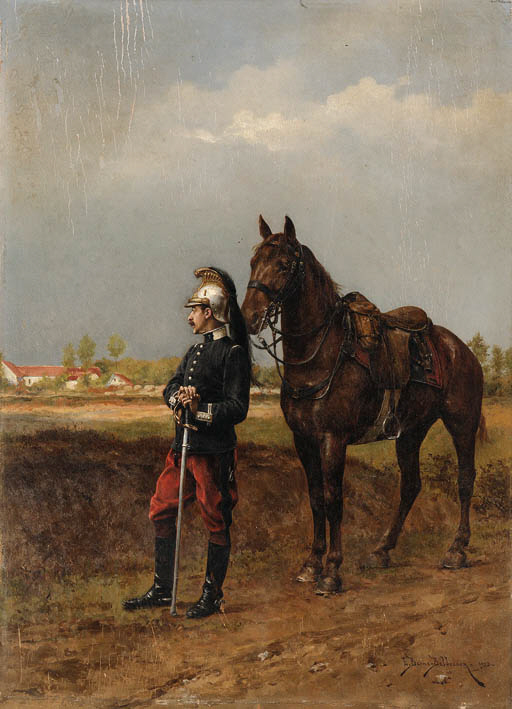
La cavalerie française forme le principal débouché du cheval Charentais. Ici, une peinture d'Étienne-Prosper Berne-Bellecour (1838 - 1910).

Ces chevaux demi-sang ont été créés pour la « grosse cavalerie » et la cavalerie de ligne, mais ils peuvent convenir aux attelages de luxe,, et de commerce. Les métayers de la Gâtine et les riches propriétaires viticoles des Charentes les emploient à leur usage, tout en les préparant pour la remonte militaire. Cette dernière forme leur principal débouché et, dans les années 1850, « l'importance de leur production va toujours croissant ». Avant l'arrivée du débouché cavalerie, dans les années 1835-1840, les éleveurs vendaient leurs chevaux à des marchands sur les foires des environs. La chasse à courre et le dressage pratiqué à Rochefort dès 1850 offrent autant d'autres débouchés à ces demi-sangs.
Du fait de l'absence totale de dressage préalable, les chevaux fournis pour la remonte militaire s'acclimatent mal à leur nouvel emploi : le ministère de la guerre donne de très mauvais chiffres au dépôt de Saint-Jean-d'Angély, qui livre à la réforme et à l'équarrisseur plus de chevaux qu'il n'en envoie dans les régiments. Ceux qui résistent deviennent de bons chevaux militaires après une période de régime alimentaire à l'avoine.

## Diffusion de l'élevage

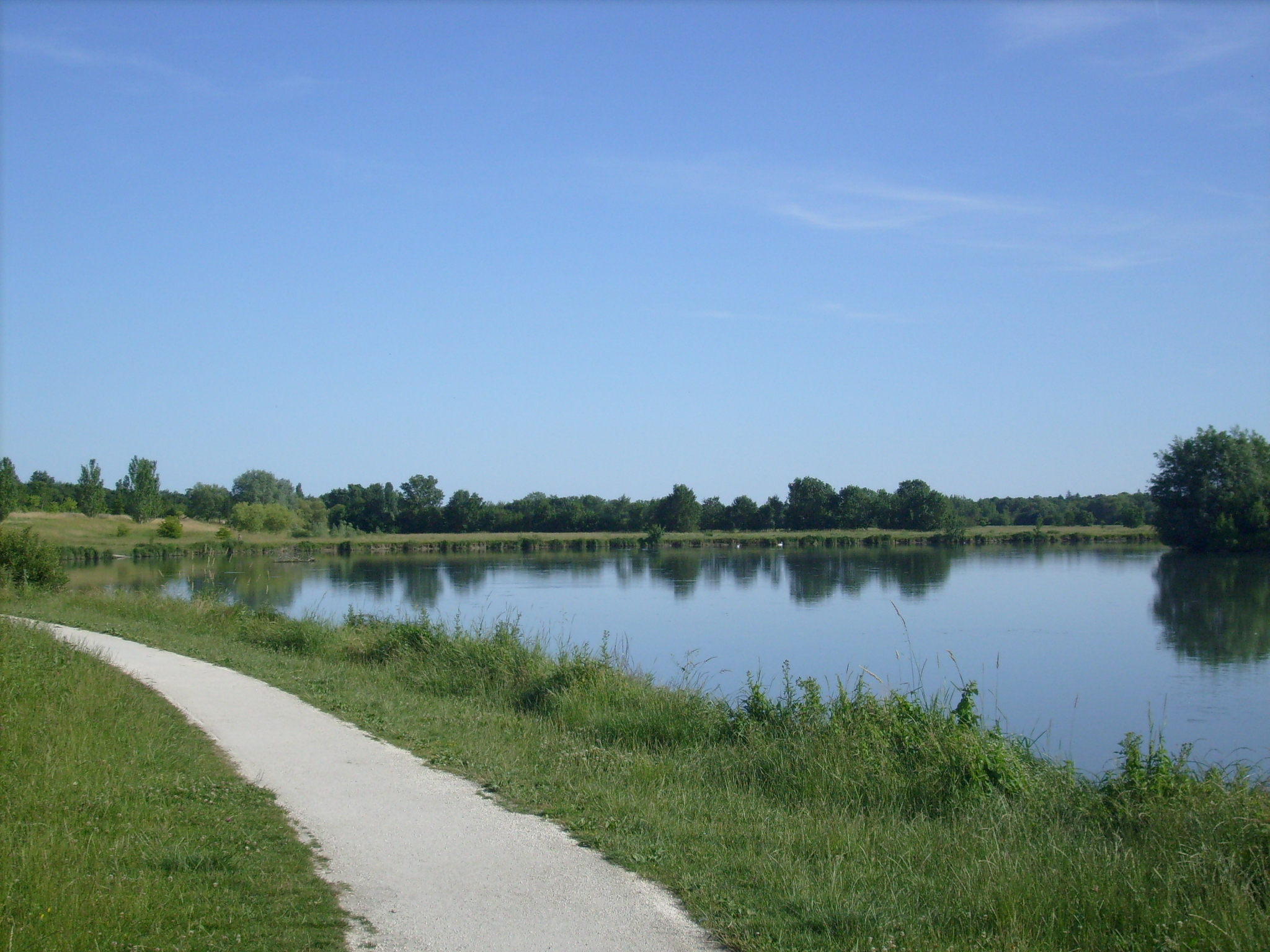
Les environs de Saintes forment l'un des lieux d'élevage historiques de ces chevaux.

Ces chevaux de selle et d'attelage naissent et sont élevés dans « une vaste étendue de marais desséchés comprise sur le littoral entre l'embouchure de la Loire et celle de la Gironde », les prairies issues des assèchements successifs sont principalement consacrées à la production du cheval. Cette production a deux centres principaux, encore nommés « marais » au milieu du XIXe siècle : le marais de Saint-Gervais, en Vendée, et celui de Saint-Louis, dans les environs de Rochefort, en Charente-Inférieure.
Les cultivateurs de Saint-Jean-d'Angély et de Saintes achètent des poulains dans le marais et les élèvent en les faisant travailler, mais subissent la concurrence des chevaux poitevins. Le dépôt de Saintes fournit des reproducteurs aux éleveurs charentais. D'autres chevaux naissent dans les métairies du bocage vendéen ou poitevin et chez les petits cultivateurs de la Charente-Inférieure. Ils sont vendus au commerce aux foires de Fontenay, de Saint-Maixent et de Niort, puis exportés en Normandie ou encore dans le Berry.
La race est mentionnée comme éteinte (statut « X ») sur l'évaluation de la FAO.